# Wiro (voornaam)
Wiro is een mannelijke voornaam. De naam is van Angelsaksische oorsprong en qua betekenis vergelijkbaar met het Oudfriese wiri: (hij) were/verdedige.

## Bekende naamdragers
- De bekendste naamdrager is de achtste-eeuwse heilige Wiro.
- Wiro Mahieu, jazz-bassist